# Team Differdange-Losch
El Team Differdange-Losch (codi UCI: CCD) és un equip ciclista luxemburguès de categoria continental. Creat el 2006, competeix principalment als circuits continentals de ciclisme.

## Principals victòries
- Gran Premi dels Marbrers: Robert Retschke (2009)
- Gran Premi de la vila de Pérenchies: Robert Retschke (2009)
- SEB Tartu GP: Hannes Blank (2009)
- Gran Premi de la vila de Nogent-sur-Oise: Vytautas Kaupas (2010)
- Ronda pévéloise: Frank Dressler-Lehnhof (2010)
- París-Mantes-en-Yvelines: Alex Meenhorst (2012)
- Volta a Hongria: Tom Thill (2015)

### Grans Voltes
- Tour de França
  - 0 participacions

- Giro d'Itàlia
  - 0 participacions

- Volta a Espanya
  - 0 participacions

## Composició de l'equip
| \| Llista de l'equip 2016 \| Llista de l'equip 2016 \| Llista de l'equip 2016 \| Llista de l'equip 2016 \| \| Ciclista \| Data de naixement \| Equip previ \| \| \| --------------------------------------- \| ---------------------- \| ------------------------------------- \| ---------------------- \| \| Filip Bengtsson \| 17 de setembre de 1995 \| \| \| \| Ivan Centrone \| 17 de setembre de 1995 \| \| \| \| Tiago da Silva \| 6 de febrer de 1997 \| \| \| \| Jānis Dakteris \| 20 de maig de 1991 \| T.Palm-Pôle Continental Wallon (2012) \| \| \| Serge Dewortelaer (1 de gen–1 de jul) \| 28 de octubre de 1991 \| Veranclassic-Ekoï (2015) \| \| \| Pontus Kastemyr \| 28 de març de 1995 \| \| \| \| Gediminas Kaupas \| 7 de setembre de 1988 \| Soenens-Jartazi-Construkt Glas (2010) \| \| \| Alliaume Leblond \| 2 de juny de 1992 \| SCO Dijon (2015) \| \| \| Krisztián Lovassy \| 23 de juny de 1988 \| FixIT.no (2014) \| \| \| Jan Petelin \| 2 de juliol de 1996 \| Selle Italia-Cieffe-Ursus (2015) \| \| \| Cédric Raymackers \| 19 de juny de 1992 \| United (2014) \| \| \| Gabriel Reguero \| 6 de abril de 1993 \| \| \| \| Wayne Stijns \| 9 de agost de 1993 \| \| \| \| Tom Thill \| 31 de març de 1990 \| Leopard Development (2014) \| \| \| Devid Tintori \| 6 de novembre de 1989 \| \| \| \| Larry Valvasori \| 30 de maig de 1996 \| \| \| \| \| \| \| \| \| Fonts: ProCyclingStats Cycling Archives \| \| \| \| |                        |                                       |  |
| Llista de l'equip 2016 |                        |                                       |  |
| Ciclista | Data de naixement      | Equip previ                           |  |
| Filip Bengtsson | 17 de setembre de 1995 |                                       |  |
| Ivan Centrone | 17 de setembre de 1995 |                                       |  |
| Tiago da Silva | 6 de febrer de 1997    |                                       |  |
| Jānis Dakteris | 20 de maig de 1991     | T.Palm-Pôle Continental Wallon (2012) |  |
| Serge Dewortelaer (1 de gen–1 de jul) | 28 de octubre de 1991  | Veranclassic-Ekoï (2015)              |  |
| Pontus Kastemyr | 28 de març de 1995     |                                       |  |
| Gediminas Kaupas | 7 de setembre de 1988  | Soenens-Jartazi-Construkt Glas (2010) |  |
| Alliaume Leblond | 2 de juny de 1992      | SCO Dijon (2015)                      |  |
| Krisztián Lovassy | 23 de juny de 1988     | FixIT.no (2014)                       |  |
| Jan Petelin | 2 de juliol de 1996    | Selle Italia-Cieffe-Ursus (2015)      |  |
| Cédric Raymackers | 19 de juny de 1992     | United (2014)                         |  |
| Gabriel Reguero | 6 de abril de 1993     |                                       |  |
| Wayne Stijns | 9 de agost de 1993     |                                       |  |
| Tom Thill | 31 de març de 1990     | Leopard Development (2014)            |  |
| Devid Tintori | 6 de novembre de 1989  |                                       |  |
| Larry Valvasori | 30 de maig de 1996     |                                       |  |
| |                        |                                       |  |
| Fonts: ProCyclingStats Cycling Archives |                        |                                       |  |

| \| Llista de l'equip 2017 \| Llista de l'equip 2017 \| Llista de l'equip 2017 \| Llista de l'equip 2017 \| \| Ciclista \| Data de naixement \| Equip previ \| \| \| --------------------------------------- \| ---------------------- \| ------------------------------------- \| ---------------------- \| \| Claudio Catania \| 4 de maig de 1992 \| T.Palm-Pôle Continental Wallon (2016) \| \| \| Ivan Centrone \| 17 de setembre de 1995 \| \| \| \| Tiago da Silva \| 6 de febrer de 1997 \| \| \| \| Mike Diener \| 10 de febrer de 1991 \| \| \| \| Jelle Donders \| 18 de juny de 1993 \| Superano Ham-Isorex (2016) \| \| \| Krisztián Lovassy \| 23 de juny de 1988 \| FixIT.no (2014) \| \| \| Jan Petelin \| 2 de juliol de 1996 \| Selle Italia-Cieffe-Ursus (2015) \| \| \| Cédric Raymackers \| 19 de juny de 1992 \| United (2014) \| \| \| Gabriel Reguero \| 6 de abril de 1993 \| \| \| \| Balázs Rózsa \| 26 de novembre de 1995 \| Szuper Beton (2016) \| \| \| Maxim Rusnac \| 29 de setembre de 1992 \| \| \| \| Wayne Stijns \| 9 de agost de 1993 \| \| \| \| Josh Teasdale \| 23 de octubre de 1993 \| \| \| \| Tom Thill \| 31 de març de 1990 \| Leopard Development (2014) \| \| \| Larry Valvasori \| 30 de maig de 1996 \| \| \| \| Tom Vermeer \| 28 de desembre de 1985 \| Baby-Dump (2016) \| \| \| Cristian Raileanu (15 de feb–31 de des) \| 24 de gener de 1993 \| \| \| \| \| \| \| \| \| Fonts: ProCyclingStats Cycling Quotient \| \| \| \| |                        |                                       |  |
| Llista de l'equip 2017 |                        |                                       |  |
| Ciclista | Data de naixement      | Equip previ                           |  |
| Claudio Catania | 4 de maig de 1992      | T.Palm-Pôle Continental Wallon (2016) |  |
| Ivan Centrone | 17 de setembre de 1995 |                                       |  |
| Tiago da Silva | 6 de febrer de 1997    |                                       |  |
| Mike Diener | 10 de febrer de 1991   |                                       |  |
| Jelle Donders | 18 de juny de 1993     | Superano Ham-Isorex (2016)            |  |
| Krisztián Lovassy | 23 de juny de 1988     | FixIT.no (2014)                       |  |
| Jan Petelin | 2 de juliol de 1996    | Selle Italia-Cieffe-Ursus (2015)      |  |
| Cédric Raymackers | 19 de juny de 1992     | United (2014)                         |  |
| Gabriel Reguero | 6 de abril de 1993     |                                       |  |
| Balázs Rózsa | 26 de novembre de 1995 | Szuper Beton (2016)                   |  |
| Maxim Rusnac | 29 de setembre de 1992 |                                       |  |
| Wayne Stijns | 9 de agost de 1993     |                                       |  |
| Josh Teasdale | 23 de octubre de 1993  |                                       |  |
| Tom Thill | 31 de març de 1990     | Leopard Development (2014)            |  |
| Larry Valvasori | 30 de maig de 1996     |                                       |  |
| Tom Vermeer | 28 de desembre de 1985 | Baby-Dump (2016)                      |  |
| Cristian Raileanu (15 de feb–31 de des) | 24 de gener de 1993    |                                       |  |
| |                        |                                       |  |
| Fonts: ProCyclingStats Cycling Quotient |                        |                                       |  |

## Classificacions UCI

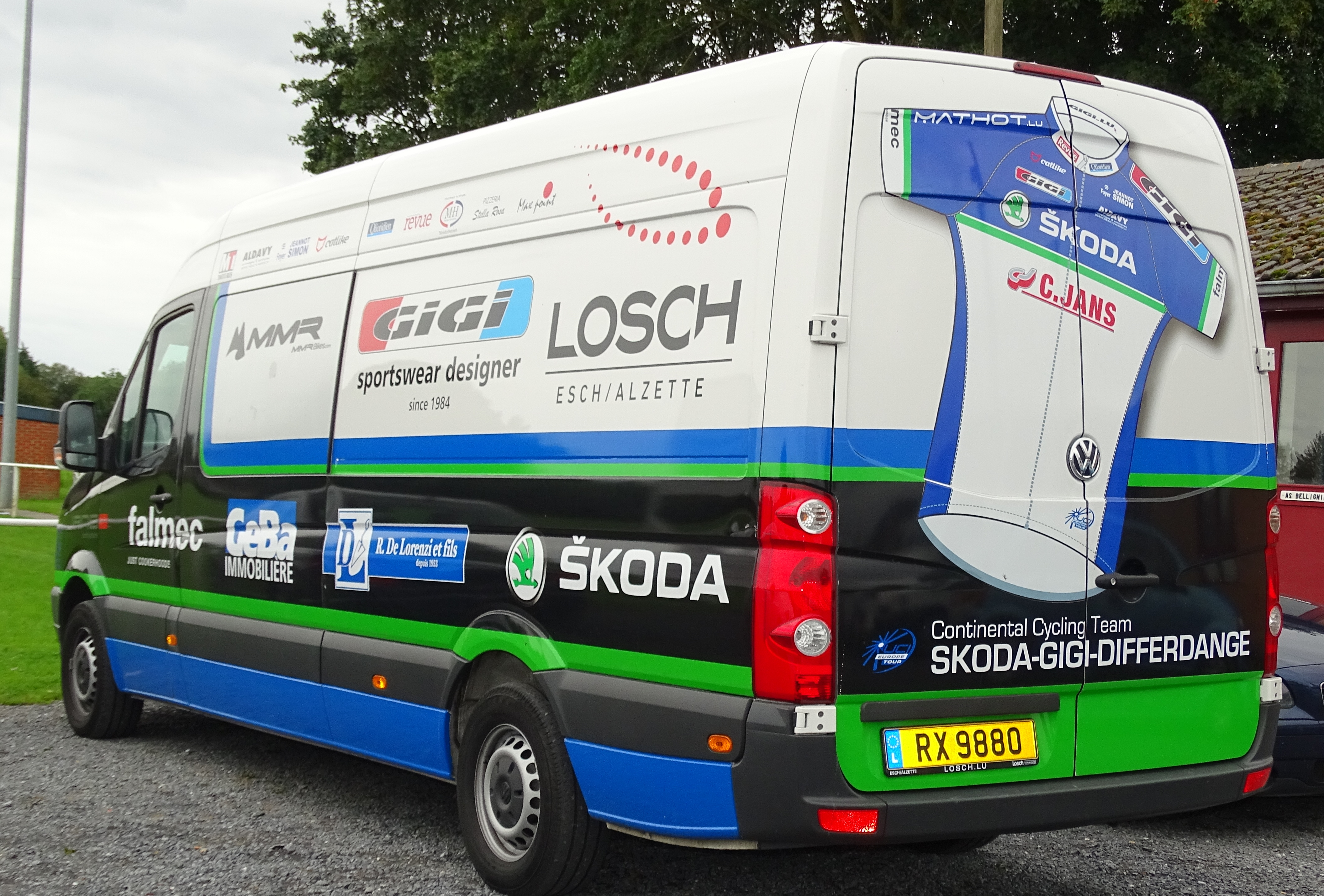
Vehicle d'assistència

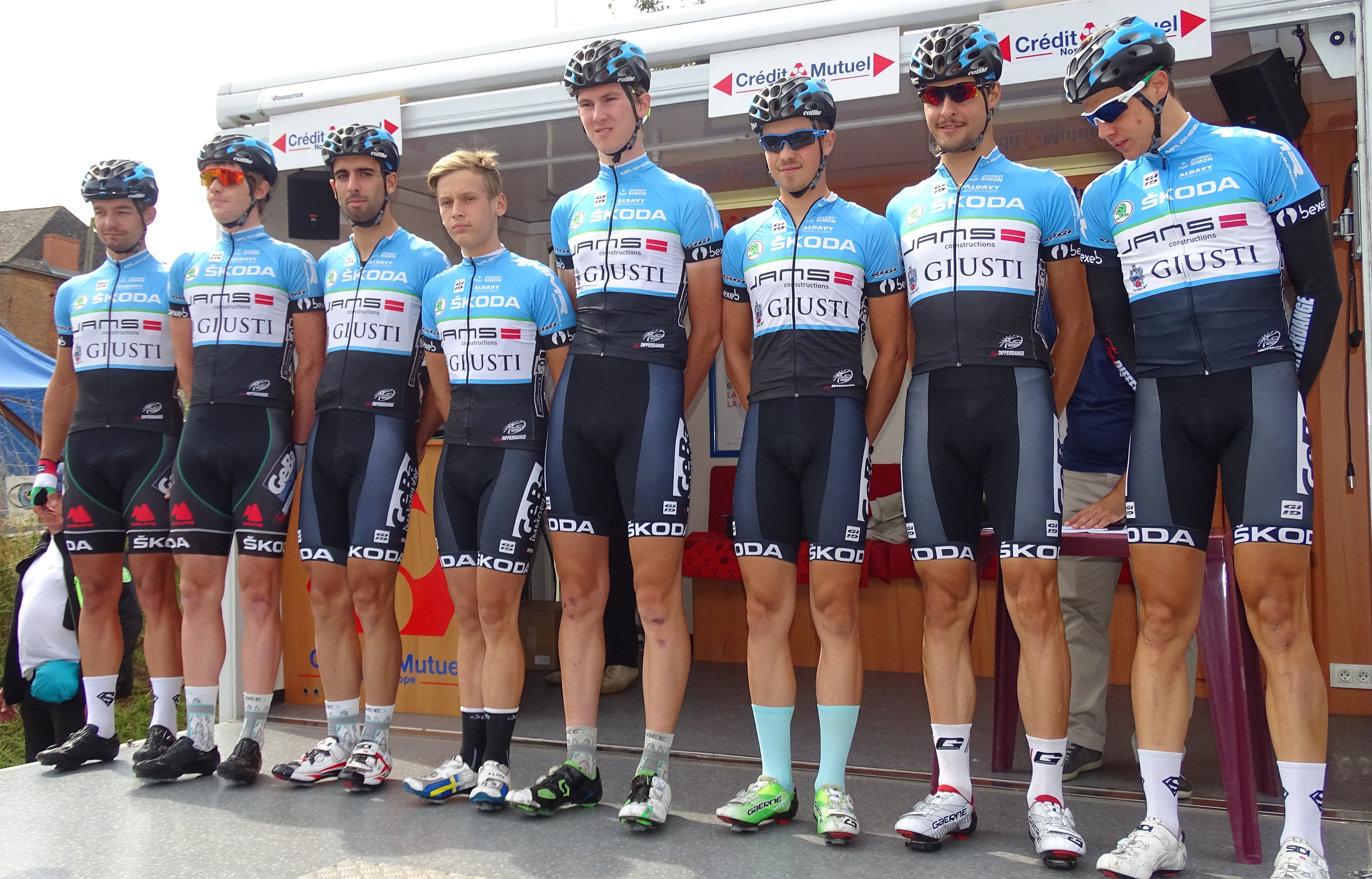
L'equip al 2015

L'equip participa en les proves dels circuits continentals i principalment en les curses del calendari de l'UCI Europa Tour.
UCI Àfrica Tour
| Temporada | Classificació per equips | Millor ciclista en la classificació individual |
| --------- | ------------------------ | ---------------------------------------------- |
| 2007      | 8è                       | Stefan Heiny (59è)                             |
| 2014      | 20è                      | Diego Milán (106è)                             |
| 2015      | 16è                      | Manuel Stocker (123è)                          |

UCI Amèrica Tour
| Temporada | Classificació per equips | Millor ciclista en la classificació individual |
| --------- | ------------------------ | ---------------------------------------------- |
| 2009      | 11è                      | Gregory Brenes (9è)                            |
| 2013      | 20è                      | Diego Milán (42è)                              |
| 2014      | 19è                      | Jānis Dakteris (114è)                          |

UCI Àsia Tour
| Temporada | Classificació per equips | Millor ciclista en la classificació individual |
| --------- | ------------------------ | ---------------------------------------------- |
| 2007      | 16è                      | Hannes Blank (41è)                             |
| 2008      | 43è                      | Fredrik Johansson (102è)                       |
| 2011      | 57è                      | Cyrille Heymans (222è)                         |
| 2012      | 61è                      | Christian Poos (259è)                          |
| 2013      | 47è                      | Johan Coenen (71è)                             |
| 2017      | 87è                      | Cristian Raileanu (453è)                       |

UCI Europa Tour
| Temporada | Classificació per equips | Millor ciclista en la classificació individual |
| --------- | ------------------------ | ---------------------------------------------- |
| 2006      | 57è                      | Fredrik Johansson (123è)                       |
| 2007      | 64è                      | Hakan Nilsson (264è)                           |
| 2008      | 66è                      | Hannes Blank (242è)                            |
| 2009      | 42è                      | Robert Retschke (117è)                         |
| 2010      | 32è                      | Jempy Drucker (108è)                           |
| 2011      | 71è                      | Jonas Ljungblad (320è)                         |
| 2012      | 88è                      | Alex Meenhorst (270è)                          |
| 2013      | 68è                      | Paavo Paajanen (394è)                          |
| 2014      | 77è                      | Jānis Dakteris (391è)                          |
| 2015      | 90è                      | Tom Thill (309è)                               |
| 2016      | 85è                      | Tom Thill (817è)                               |
| 2017      | 49è                      | Cristian Raileanu (285è)                       |

UCI Oceania Tour
| Temporada | Classificació per equips | Millor ciclista en la classificació individual |
| --------- | ------------------------ | ---------------------------------------------- |
| 2012      | 11è                      | Jason Christie (19è)                           |